# إدوارد جيرارديت

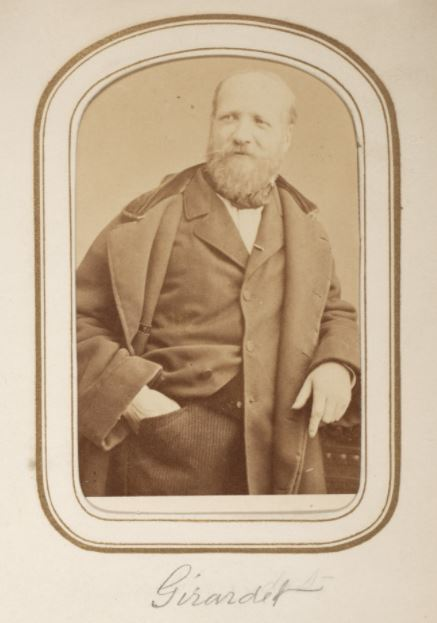
إدوارد جيرارديت
(بطاقة الزيارة، 1856)

إدوارد هنري جيرارديت (مواليد 21 يوليو 1819 في نوشاتيل - وتوفي قي 5 مارس 1880 في فرساي ) كان رسامًا ونقاشًا فرنسيًا سويسري المولد.

## الحياة والعمل
كان والده تشارلز صموئيل جيرارديت نقاش خشب أيضاً. أما إخوانه بول وكارل فقد أصبحا نقاشي خشب ورسامين. احترف أبناؤه هنري وبيير (1850-1884) وروبرت (1851-1900) وماكس (1857-1927) المهنة ذاتها.
وفي سنة 1822 انتقلت عائلته إلى باريس. حيث شارك في أعمال قطع الأخشاب حوالي عام 1828. بعد ثلاث سنوات، تلقى دروسًا في النحت الزخرفي في " <i>École Royale Gratuite de Dessin</i> " "المدرسة الملكية المجانية للرسم" في باريس. منذ عام 1836، عمل على إنشاء رسومات لـ Les Galeries Historiques de Versailles "المعارض التاريخية في فرساي"، بواسطة تشارلز جافارد. خلال هذا الفترة، تلقى دروس الرسم من أخيه كارل.

## لوحات مختارة

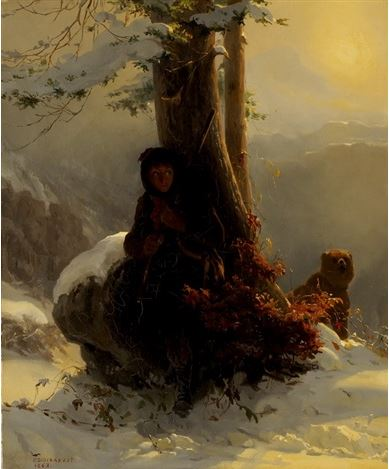
صيد الدب
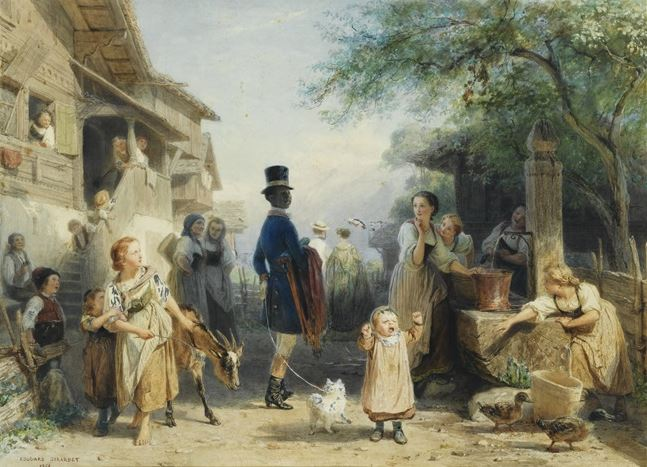
مشهد قرية مفعم بالحيوية
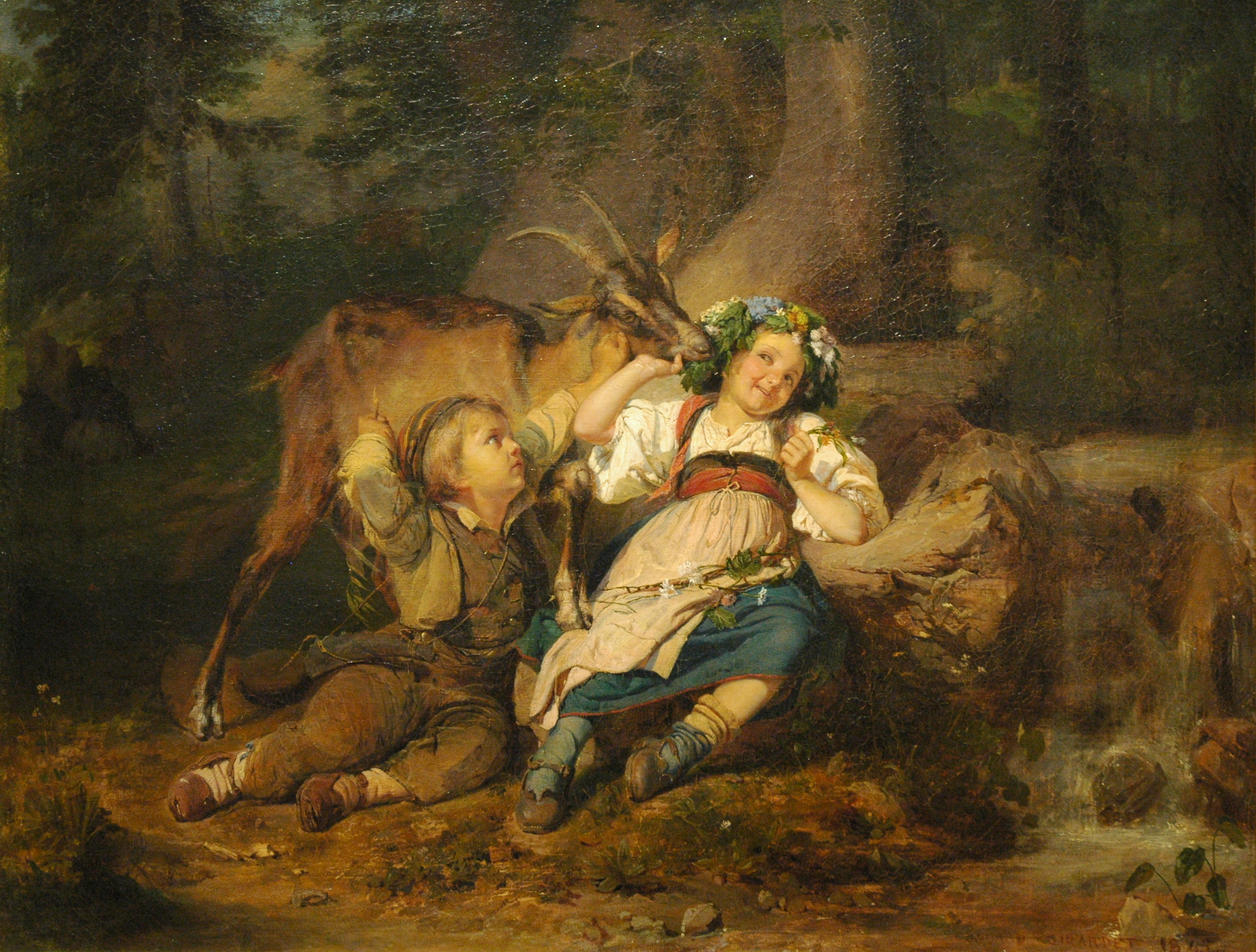
المدافع عن التاج
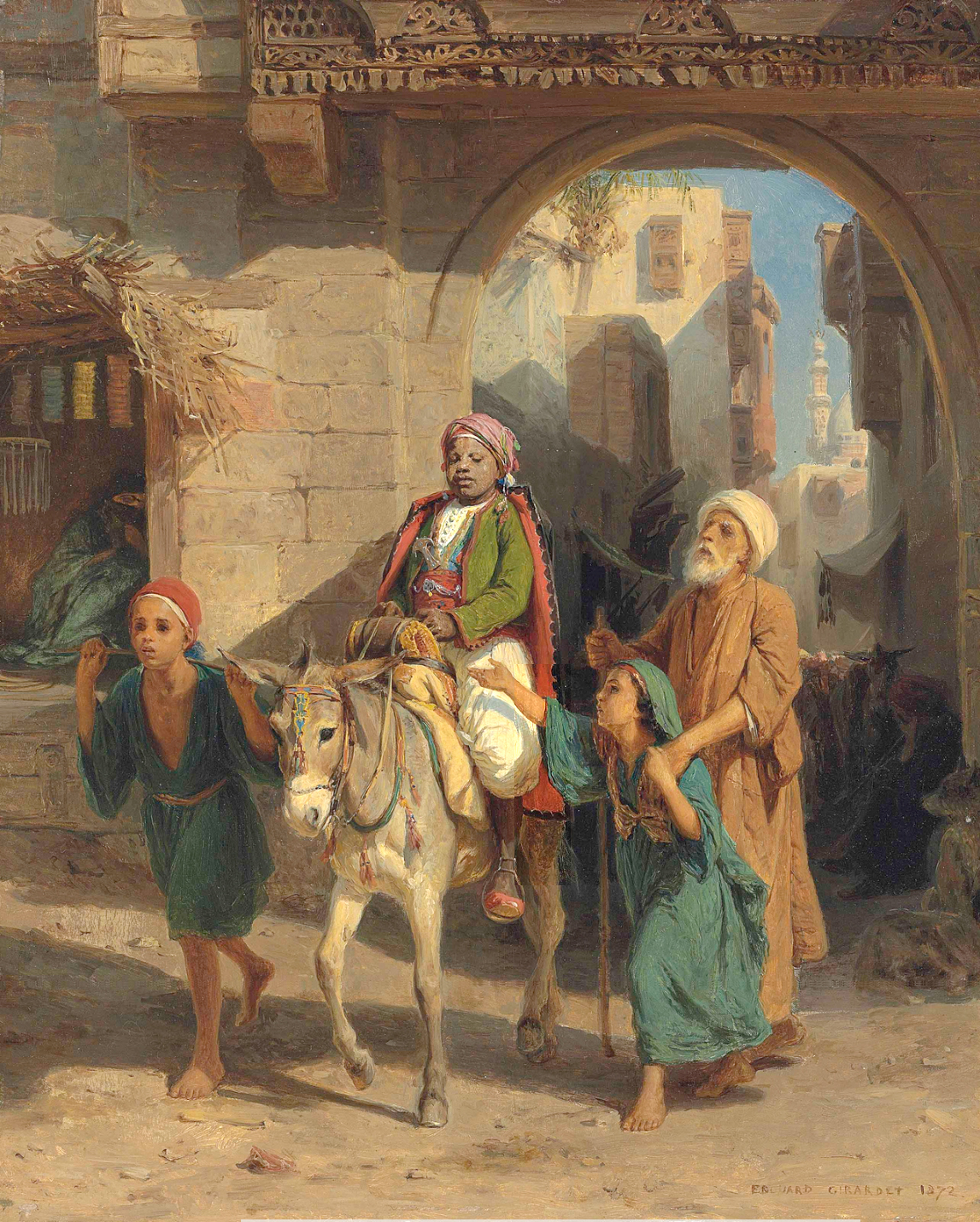
دخول المدينة